# Джабіров Бобо
Бобо Джабіров (1911, кишлак Чорбог, тепер Варзобського району, Таджикистан — 6 квітня 1989, місто Душанбе, тепер Таджикистан) — радянський таджицький діяч, 1-й секретар Гармського обласного комітету КП Таджикистану, міністр комунального господарства Таджицької РСР, міністр промисловості м'ясних та молочних продуктів Таджицької РСР. Депутат Верховної ради Таджицької РСР 2—5-го скликань. 

## Біографія
Народився в селянській родині. У 1928 році вступив до комсомолу.
З 1930 року — секретар кишлачної ради Таджицької РСР.
У 1937 році закінчив Вищу комуністичну сільськогосподарську школу.
У 1937—1941 роках — секретар Шурабадського районного комітету ЛКСМ Таджикистану; редактор районної газети «Варзобі Нав»; інструктор районного комітету КП(б) Таджикистану; інструктор Сталінабадського обласного комітету КП(б) Таджикистану.
Член ВКП(б) з 1939 року.
З 1941 по 1946 рік служив у Червоній армії. У 1941—1942 роках — старший інструктор політичного відділу 104-ї кавалерійської дивізії в місті Сталінабаді. У 1942—1944 роках — комісар та замполіт батальйону 163-ї стрілецької дивізії в місті Кузнецьку Пензенської області РРФСР. У 1944—1946 роках — старший оперуповноважений відділу контррозвідки діючої армії, учасник німецько-радянської війни.
З 1946 року — 1-й секретар Варзобського районного комітету КП(б) Таджикистану.
У 1949 році закінчив Республіканську партійну школу в місті Сталінабаді.
У 1949—1950 роках — заступник завідувача адміністративного відділу ЦК КП(б) Таджикистану.
У 1950—1951 роках — міністр комунального господарства Таджицької РСР.
У 1951—1953 роках — 1-й секретар Гармського обласного комітету КП(б) Таджикистану.
У 1953—1954 роках — слухач річних курсів перепідготовки при ЦК КПРС у Москві.
У 1954—1957 роках — міністр промисловості м'ясних та молочних продуктів Таджицької РСР.
У 1957—1958 роках — начальник головного управління харчової промисловості Ради народного господарства Таджицької РСР.
У 1958—1961 роках — керуючий справами Ради міністрів Таджицької РСР.
У 1961—1964 роках — голова правління «Таджикспоживспілки».
У 1964—1967 роках — начальник Головного управління з переселення, організованого набору робітників та працевлаштування при Ради міністрів Таджицької РСР.
З 1967 року — персональний пенсіонер союзного значення.
У 1968—1971 роках — керуючий Таджицької республіканської бази «Таджикбудторг», яка потім була перейменована на трест «Таджиктара» при «Таджикголовпостачі».
Помер 6 квітня 1989 року в місті Душанбе.

## Нагороди
- орден Вітчизняної війни ІІ ст.
- два ордени Трудового Червоного Прапора
- орден Червоної Зірки
- орден «Знак Пошани»
- медаль «За визволення Праги»
- медаль «За взяття Будапешта»
- медаль «За взяття Відня»
- медаль «За перемогу над Німеччиною у Великій Вітчизняній війні 1941—1945 рр.»
- медалі